# Coquetterie posthume
Coquetterie posthume est une mélodie pour voix et piano de Claude Debussy composée en 1883 sur un poème de Théophile Gautier.

## Présentation
Coquetterie posthume, à l'incipit « Quand je mourrai, que l'on me mette », est composé en 1883, sur un texte de Théophile Gautier extrait du recueil Émaux et Camées (Paris, Charpentier, 1872, p. 39-41), dont Debussy ne reprend pas les 3e et 4e strophes.
La mélodie est dédiée à Mme Vasnier, soprano colorature et première muse du compositeur. Le manuscrit autographe, daté « 31 mars 1883 », est conservé à la BnF (no 6 du « recueil Vasnier », ancienne collection Henry Prunières).
Le poème, écrit à la première personne sous forme de testament, porte la voix de la narratrice, qui « demande à ce qu'on l'enterre dans toute sa beauté en la fardant et en l'habillant de sa plus belle robe ». Musicalement, Debussy en tire une mélodie « d'une force expressive saisissante dans un tempo Allegretto scherzando et prend même le soin d'indiquer « appassionato » au vers « Compté nos baisers infinis » ».
La partition est publiée en 1983 par Salabert dans le recueil Chansons (édité par Arthur Hoérée).
La durée moyenne d'exécution de la pièce est de trois minutes trente environ.
Dans le catalogue des œuvres du compositeur établi par le musicologue François Lesure, Coquetterie posthume porte le numéro L 50 (39).

## Discographie
- Claude Debussy : intégrale des mélodies, 4 CD, Liliana Faraon et Magali Léger (sopranos), Marie-Ange Todorovitch (mezzo-soprano), Gilles Ragon (ténor), François Le Roux (baryton), Jean-Louis Haguenauer (piano), Ligia Digital, 2014[4],[5] ;
- Debussy Songs vol. 4, Lucy Crowe (en) (soprano), Malcolm Martineau (piano), Hyperion Records CDA68075, 2018 ;
- Claude Debussy : The complete works, CD 20, Natalie Dessay (soprano), Philippe Cassard (piano), Warner Classics, 2018[6].